# 松澤一之
松澤 一之（まつざわ かずゆき、1955年〈昭和30年〉8月25日 - ）は、日本の俳優。血液型はA型。シス・カンパニー所属。愛媛県松山市出身。成城大学卒業。

## 人物・来歴
1978年、文学座研究所を卒業し、夢の遊眠社に参加。
近年はドラマ・舞台等を中心に活動している。舞台においては三枚目的役回りというよりは端的に言うと「賑やかし」の役回りを演じる。
島田紳助と親交が深く、島田が司会を務めていた番組に多数出演していた。不定期で出演していたクイズ!ヘキサゴンIIの水落ちのコーナーではかなりのビビリな一面を見せていた。

## 出演

### テレビドラマ

#### NHK
- 真田太平記（1985年） - 高台院の侍臣 役
- 大河ドラマ
  - 翔ぶが如く（1990年） - 清次郎 役
  - 篤姫（2008年） - 松平忠固 役
  - 龍馬伝（2010年） - 森下又平 役
- 腕におぼえあり2（1992年） - 朝次 役
- 愛が聞こえます（1993年） - 沖田浩一 役
- 物書同心いねむり紋蔵（1998年） - 大竹金吾 役
- 少年たち（2002年）
- トップセールス（2008年） - 横山俊之 役
- 遥かなる絆（2009年） - 城戸幹の叔父
- オトコマエ!2 第2回「千両小町」（2009年9月12日） - 伊藤裕三郎 役
- 咲くやこの花（2010年） - やす 役
- チャンス 第5回「折れない心」（2010年9月25日） - 井沢正史 役
- 探偵Xからの挑戦状!（2011年） - 関屋秀昭 役
- 薄桜記（2012年） - 奥田孫太夫 役
- 花咲くあした（2014年） - 三田村敏彦 役
- 大岡越前2（2014年） - 三好屋徳兵衛 役
- 未解決事件 file.04 オウム真理教 地下鉄サリン事件（2015年） - 垣見隆 役
- 紅白が生まれた日（2015年）[1] - 菊地信之 役
- 立花登青春手控え （2016年6月24日） - 溝口孫蔵 役
- 京都人の密かな愉しみ Blue 修業中（NHK BSプレミアム） - 松原信 役
  - 京都人の密かな愉しみ Blue 修業中 送る夏（2017年9月30日）
  - 京都人の密かな愉しみ Blue 修業中 祝う春（2018年4月14日）
  - 京都人の密かな愉しみ Blue 修行中 祇園さんの来はる夏（2019年8月17日）
  - 京都人の密かな愉しみ Blue 修業中 燃える秋（2021年1月30日）
- 未解決事件（2018年1月27日） - 大島次郎 役
- 遙かなる山の呼び声（2018年） - 中村巡査 役
- ディア・ペイシェント〜絆のカルテ〜 第3回「愛の力」（2020年7月31日） - 長谷川仁 役
- つまらない住宅地のすべての家（2022年） - 日置優 役

#### 日本テレビ
- 代紋TAKE2（1993年） - 佐山久 役
- 静かなるドン（1994年） - 逃野 役
- 金田一少年の事件簿（1996年） - 田村英明 役
- 奇跡の人（1998年）
- FACE〜見知らぬ恋人〜（2001年） - 相沢祐二 役
- 火垂るの墓（2005年）
- 戦国自衛隊・関ヶ原の戦い（2006年） - 毛利輝元 役
- 地獄少女（2006年） - 水島浩介 役
- 三毛猫ホームズの推理（2012年） - 奈良健司 役
- 臨床犯罪学者 火村英生の推理（2016年） - 難波洋 役
- 火曜サスペンス劇場
  - 転勤判事3（1998年6月30日） - 塚田信一郎 役
  - 地方記者・立花陽介14「阿波鳴門通信局」（1999年12月21日） - 上山宏 役
  - 警視庁鑑識班9（2000年4月18日） - 水谷雄一 役
  - 軽井沢ミステリー1「待っていた女」（2001年11月13日） - 草間琢哉 役
  - 警部補 佃次郎15「結婚しない女」（2002年7月2日） - 黒田刑事 役
  - どうぞ安らかに3（2003年8月12日） - 相原真二 役
  - 弁護士・朝日岳之助21「空白の時間」（2004年2月10日） - 榊原研作 役
  - 年下のひと（2005年7月19日） - 本波修司 役

#### TBS
- パパはニュースキャスター（1987年） - 大多亮 役
- ぼくの姉キはパイロット!（1987年） - 鬼沢剛 役
- ママはアイドル（1987年） - 高橋清一 役
- 若奥さまは腕まくり!（1988年） - 北沢おさむ 役
- 塀の中の懲りない面々（1988年 - 1990年）
- スクラップ SCRAP（1989年）
- 予備校ブギ（1990年） - 吉田秋彦 役
- オトコの居場所（1994年） - 河上正樹 役
- 3年B組金八先生
  - 第4シリーズ（1995年 - 1996年） - 種田ひろみの父 役
  - 第6シリーズ（2001年 - 2002年） - 信太浩造 役
  - 第8シリーズ（2008年） - 安藤健二 役
- もう大人なんだから!（1996年） - 林正三郎 役
- ふぞろいの林檎たち（1997年） - 桜井竜三郎 役
- 職員室（1997年） - 曽根達夫 役
- 番茶も出花（1997年） - 加藤恒夫 役
- またのお越しを（2003年） - 小松沢武彦 役
- 銀座まんまんなか!（2003年） - 平田課長 役
- ケータイ刑事 銭形愛（2003年） - 沖麺太郎 役
- 渡る世間は鬼ばかり（2004年） - 時田部長 役
- ヤンキー母校に帰る（2005年）
- 女子刑務所東三号棟（2008年） - 柏崎もと子の上司 役
- 猟奇的な彼女（2008年） - 質屋・河田 役
- 魔王（2008年7月4日 - 9月12日） - 堂島勇雄 役
- 水戸黄門
  - 第40部 第18話「鬼の継母と意地悪姉妹 -大垣-」（2009年12月7日） - 一文字屋利兵衛 役
  - 第42部 第2話「許すな相撲をけがす奴 -諏訪-」（2010年10月18日） - 黒岩玄右衛門 役
- ハンチョウ〜神南署安積班〜（2010年） - 増岡俊夫 役
- SPEC〜警視庁公安部公安第五課 未詳事件特別対策係事件簿〜（2010年 - 2012年） - 鹿浜歩 役
- 塀の中の中学校（2010年） - 広沢教官 役
- あぽやん〜走る国際空港 第4話「便が引き返す!! 殺人犯がツアー参加」（2013年2月7日） - トヨダ 役
- クロユリ団地〜序章〜（2013年） - 葉山佑介 役
- 刑事のまなざし 第2話「ハートレス」（2013年10月14日） - 本木幸彦 役
- 隠蔽捜査（2014年1月13日 - 3月24日） - 貝沼悦郎 役
- リアル脱出ゲームTV（2014年） - 橋爪 役
- 東京スカーレット〜警視庁NS係（2014年7月15日 - 9月9日） - 和久井弘志 役
- 神の舌を持つ男 第2話「間欠泉は見た！親子の愛は語らず語り」（2016年7月15日） - 茶城刑事 役
- テセウスの船 - 鍋島編集長 役
  - 第4話「変わり果てた最悪の未来」（2020年2月9日）
  - 第5話「無罪の証言者あらわる!」（2020年2月16日）
- Get Ready! 第8話「救えなかった命…明かされる壮絶な過去」（2023年2月26日） - 堂前隆文 役
- ホテルマン東堂克生の事件ファイル〜日光鬼怒川温泉殺人事件〜（2023年3月18日、BS-TBS） - 大河原隆 役[2]
- 月曜ドラマスペシャル→月曜ミステリー劇場→月曜ゴールデン→月曜名作劇場
  - 早乙女千春の添乗報告書2「青森湯けむりツアー殺人事件」（1996年1月15日） - 杉崎慎治 役
  - 十津川警部シリーズ12「丹後殺人迷路」（1997年3月24日） - 平野栄 役
  - 化粧の裏側（1997年6月2日） - 児島医師 役
  - 斜光（1998年6月22日） - 田中幸明 役
  - ラストドライブ（2000年5月15日） - 中島 役
  - 世直し公務員ザ・公証人
    - 世直し公務員ザ・公証人1（2002年5月13日） - 柳瀬明 役
    - 世直し公務員ザ・公証人5（2005年4月18日） - 奥寺義彦 役

  - 真実を追う男1（2002年11月11日） - 江口守 役
  - 万引きGメン・二階堂雪17「最期の嘘」（2008年9月22日） - 吉岡警部 役
  - 上条麗子の事件推理6「死を呼ぶ佐渡情話」（2009年7月6日） - 本間刑事 役
  - 警視庁機動捜査隊216II「危険な女たち」（2011年10月31日） - 三室基樹 役
  - 松本清張没後20年スペシャル・寒流（2013年1月14日） - 久保田社長 役
  - 特捜弁護士・橘竜太郎「雪冤の旅」（2013年6月10日） - 市ノ原辰夫
  - SRO〜警視庁広域捜査専任特別調査室〜（2013年12月9日） - 森島恭子の父 役
  - 捜査指揮官 水城さや3（2015年5月25日） - 谷川英樹 役
  - オバチャン保険調査員 赤宮楓のマル秘事件簿（2017年8月21日） - 篠野秀雄 役
  - はぐれ署長の殺人急行4「日光・鬼怒川連続殺人」（2018年7月9日） - 藤木雄三 役
  - 今野敏サスペンス 隠蔽捜査〜去就〜（2019年3月11日） - 貝沼悦郎 役

#### フジテレビ
- 同級生は13歳（1987年）
- 世にも奇妙な物語
  - 「追いかけた男」（1990年）
- 素顔のままで（1992年） - 榊隆一 役
- 上を向いて歩こう!（1993年） - 藤田辰夫 役
- 銭形平次（1995年） - 徳松 役
- 3番テーブルの客（1996年）
- 古畑任三郎（1999年） - 一柳 役
- ナースのお仕事（2000年） - 楢崎 役
- 神様、何するの（2003年）
- マルサ!!東京国税局査察部（2003年） - 佐野俊彦 役
- 美味しんぼ（2007年） - 富井副部長 役
- 千の風になって ドラマスペシャル（2007年） - 酒井博史 役
- 法の庭（2007年） - 井上事務官 役
- 出るトコ出ましょ!（2007年） - 滝平鉄也 役
- ロス:タイム:ライフ（2008年） - 井原利彦 役
- お台場探偵羞恥心 ヘキサゴン殺人事件（2008年） - 水吉昌正 役
- イノセント・ラヴ（2008年） - 新庄 役
- ひみつな奥さん（2008年） - 金子刑事 役
- PRICELESS〜あるわけねぇだろ、んなもん!〜（2012年） - 所沢社長 役
- Y・O・U やまびこ音楽同好会（2013年）
- リスクの神様 第1話「危機こそチャンス…現れた謎の救世主！」（2015年7月8日） - 松波繁 役
- HOPE〜期待ゼロの新入社員〜（2016年） - 宇野道隆 役
- 屋根裏の恋人（2017年6月3日 - 7月22日） - 和田祐一 役
- イチケイのカラス 第1話「型破りの裁判官VS堅物エリート裁判官! バディ誕生」（2021年4月5日） - 長岡洋一郎 役
- Dr.アシュラ 第7話・第8話（2025年5月28日・6月4日） - Y / 山川 役[3]
- 金曜エンタテイメント
  - 介護ヘルパー殺人事件簿（2001年5月18日） - 高田義之 役
  - 音の犯罪捜査官・響奈津子5（2002年6月21日） - 神田道明 役
  - 壁ぎわ税務官2（2002年10月11日） - 狩多大輔 役
  - おばさんデカ 桜乙女の事件帖11（2002年12月27日） - 堀田靖之 役
  - 事件調査員 南条真琴 東京〜隠岐 摩天崖殺人事件（2005年） - 岩城刑事 役
- 金曜プレステージ
  - 所轄刑事3（2007年） - 松野祐一 役
  - 山村美紗サスペンス 京都門司港殺人事件（2008年4月18日） - 松島智則 役
  - 外科医 鳩村周五郎8（2011年） - 近藤利光 役
- 金曜プレミアム
  - 松本清張スペシャル・一年半待て（2016年）

#### テレビ朝日
- 名奉行 遠山の金さん
  - 遠山の金さんVS女ねずみ 第9話「密室の死美人・謎の出合茶屋」（1997年4月19日） - 鶴吉 役
  - 金さんVS女ねずみ 第10話「隠密同心殺人事件」（1998年6月20日） - 暮六つの庄助 役
- 心室細動（1998年）
- あぶない雑居カップル（1988年）
- 京都始末屋事件ファイル（1999年） - 吉村 役
- つぐみへ…〜小さな命を忘れない〜（2000年） - 小宮山啓一 役
- 十手人（2001年） - 喜助 役
- 京都迷宮案内
  - 第4シリーズ 第8話「喪服の女・連続香典泥棒に秘められた謎！」（2002年2月28日） - 本間 役
  - 新・京都迷宮案内 第2話「私は誰!? 逮捕されたい女…京都〜舞鶴港 届かぬ母娘愛」（2003年11月6日） - 井沢修二 役
- 三匹が斬る! 第7話「危機一髪! 罠に掛かった三匹!? 夫婦逃亡者と密書の謎!?」（2002年5月27日） - 辰吉 役
- トリック (テレビドラマ)（2003年） - 松村弁 役
- 霊感バスガイド事件簿 第六話「呪われた花嫁」（2004年5月21日） - 市村正義 役
- 子連れ狼 第三部 第8話「仇討ちの男と女！愛と偽りの逃避行!!」（2004年8月2日） - 馬渕新八 役
- ダムド・ファイル（2004年） - 松本瞳の父 役
- 富豪刑事 第2話「美術館の富豪刑事」（2005年1月20日） - 関口久志 役
- 名奉行! 大岡越前 第1シリーズ 第4話「雲切仁左衛門之記」（2005年5月9日） - 佐太郎 役
- 着信アリ - 水野圭介 役
  - 第5話「携帯を握った白骨死体の謎〜目覚めた学園の呪い」（2005年11月11日）
  - 第6話「飢餓が招いた殺意〜暴かれた11年前の完全犯罪！」（2005年11月18日）
  - 第7話「蘇る復讐の母子霊〜暴かれた11年前の完全犯罪！」（2005年11月25日）
  - 第8話「最愛の妻に呪が！〜ビデオレターに隠された秘密」（2005年12月2日）
- 黒い太陽（2006年） - 岡宮 役
- 京都地検の女 第3シリーズ 最終話「鶴丸検事、20年目の運命の再会…同級生は殺人犯で被害者!? チェッカーズの名曲が暴く家庭崩壊の秘密と嘘」（2006年6月22日） - 佐々木勝 役
- 相棒 season6 第1話「複眼の法廷」（2007年10月24日） - 有働正 役
- モップガール 第6話「グラビアアイドルの夢は夜ひらく!?」（2007年11月16日） - 結城仁 役
- 赤川次郎ミステリー 4姉妹探偵団 第4話「死神に愛された女」（2008年2月8日） - 堀江均 役
- キミ犯人じゃないよね? 第6話「呪われた花嫁の彼女」（2008年5月16日） - 篠崎真司 役
- 警官の血（2009年） - 赤井博 役
- 刑事一代 平塚八兵衛の昭和事件史（2009年） - 今村幸助 役
- 断絶（2009年10月3日） - 杉浦孝道 役
- スーパー戦隊シリーズ - 丹波歳三 役
  - 侍戦隊シンケンジャー
    - 第四十四幕「志葉家十八代目当主」（2010年1月3日）
    - 第四十五幕「影武者」（2010年1月10日）
    - 第四十六幕「激突大勝負」（2010年1月17日）
    - 第四十七幕「絆」（2010年1月24日）
    - 第四十八幕「最後大決戦」（2010年1月31日）
    - 最終幕「侍戦隊永遠」（2010年2月7日）

  - 海賊戦隊ゴーカイジャー
    - 第11話「真剣大騒動」（2011年5月1日）
    - 第12話「極付派手侍」（2011年5月8日）
- 臨場 続章 第7話「声」（2010年5月26日） - 井之上公平 役
- 警視庁継続捜査班 第4話「未解決殺人〜監禁された女刑事」（2010年8月12日） - 阿久津幸一 役
- 科捜研の女
  - season10 第9話「生物学者vsマリコ！幻の花に潜む殺意!!」（2010年9月9日） - 大和田芳正 役
  - season15 第11話「終活ミステリーツアー」（2016年2月4日） - 高梨茂之 役
  - season19 第13話「お茶の達人」（2019年8月15日） - 角倉長治 役
  - season21 第9話「衝撃…マリコVS科捜研!!」（2022年1月13日） - 峰岸賢 役
- 必殺仕事人2013（2013年、朝日放送） - 伝助 役
- 警視庁捜査一課9係 season7 第1話「Uの傷跡」（2012年7月4日） - 出口靖明 役
- 松本清張 黒い福音〜国際線スチュワーデス殺人事件〜（2014年1月19日） - 高橋医師 役
- 女たちの特捜最前線 最終話「最後の井戸端会議！お悩み相談殺人事件」（2016年8月25日） - 金山源次郎 役
- 就活家族〜きっと、うまくいく〜 - 佐藤大悟 役
  - 第2話「リストラ夫家を買う!! 妻の秘密…娘の反乱!?」（2017年1月19日）
  - 第3話「夫はわかってくれない!! 妻の爆発の夜!?」（2017年1月26日）
  - 第4話「妻にホストの恋人が!? 家族に失業を話すとき…」（2017年2月2日）
  - 第5話「子供はわかってくれない! 暴露にキレる妻!?」（2017年2月9日）
- 警視庁・捜査一課長
  - season2 第2話「運賃1億円!? 犯人が指名した美人タクシー運転手の謎」（2017年4月27日） - 井坂洋一 役
  - season6 第4話「俳句を盗んで殺人!? 棒すぎる刑事が詠んだ愛の575」（2022年5月5日） - 墨田凌雲 役
- ドクターX〜外科医・大門未知子〜 第5シリーズ 第1話「復活!!!! 失敗しないハケンの女 世界横断オペ2000万」（2017年10月12日） - 車田一久 役
- 遺留捜査 第5シーズン 第4話「経営コンサルタント殺害…その凶器には、4年前に死んだ男の指紋が!?」（2018年8月2日） - 加藤明義 役
- 特捜9 Season3 第8話「Wの殺人」（2020年7月8日） - 小坂順也 役
  - 特捜9 final season 第1話（2025年4月9日） - 中園高文 役[4]
- 無用庵隠居修行4（2020年9月22日、BS朝日） - 黒田右門 役
- ドラマスペシャル・管理官キング（2022年1月6日） - 高森進介 役
- タカラのびいどろ（2024年7月1日 - 、BS朝日） - 志賀宝榮 役[5]
- 土曜ワイド劇場→土曜プライム・土曜ワイド劇場
  - わたしが殺した私（1994年8月20日、朝日放送） - 宇佐美進 役
  - 戦後五十年 特別企画・時よ止まれ（1995年8月5日） - 吉村誠一 役
  - ホーム・ スイートホーム（1995年12月23日） - 影山孝 役
  - 棟居刑事のラブアフェア（1996年3月30日） - 矢代昭 役
  - 車椅子の弁護士・水島威2（1996年12月28日） - 遠藤一彦 役
  - 渡り番頭・鏡善太郎の推理2（2001年6月2日） - 古田精一郎 役
  - 眼科医 小室瞳の推理カルテ2（2002年6月22日、朝日放送） - 志賀 役
  - 京都殺人案内28（2005年12月17日、朝日放送） - 山根康一 役
  - 眠る骨（2006年7月22日） - 安西徹 役
  - 北アルプス連続殺人ルート（2006年9月30日、朝日放送） - 高島警部 役
  - 温泉若おかみの殺人推理17（2006年10月14日） - 島田紀之 役
  - 検事・朝日奈耀子6（2008年1月12日） - 西川正行 役
  - 犬は見た!（2008年3月1日） - 相馬憲太郎 役
  - 女刑事ふたり2（2008年3月8日） - 平友彦 役
  - 天才刑事・野呂盆六II（2008年4月19日、朝日放送） - 明地刑事 役
  - 隠蔽捜査2〜果断〜（2008年10月4日） - 斉藤治 役
  - 炎の警備隊長・五十嵐杜夫8（2010年1月16日、朝日放送） - 吉田康彦 役
  - 100の資格を持つ女3〜ふたりのバツイチ殺人捜査〜（2010年3月20日、朝日放送） - 高野俊哉 役
  - 終着駅シリーズ24「終着駅」（2010年7月31日） - 木崎刑事 役
  - おとり捜査官・北見志穂17（2013年6月8日） - 富岡政夫 役
  - 温泉 (秘) 大作戦13（2014年3月29日、朝日放送） - 茶沢健三 役
  - 鉄道捜査官14（2014年5月3日） - 森口刑事 役
  - 司法教官・穂高美子3（2014年5月31日） - 下山信行 役
  - セイアン〜生活安全特捜隊（2014年11月29日） - 川島正次 役
  - ショカツの女11 新宿西署 刑事課強行犯係（2015年11月21日、朝日放送） - 立花宗助 役
  - 広域警察8（2017年1月14日、朝日放送） - 寺坂和夫 役
- 日曜プライム
  - 逆転報道の女 FINAL（2020年9月27日） - 柳譲太郎 役

#### テレビ東京
- 李香蘭（2007年） - 上野真嗣 役
- 主水之助七番勝負〜徳川風雲録外伝〜（2008年） - 広本源七郎 役
- 怨み屋本舗（2009年） - 編集長 役
- 経済ドキュメンタリードラマ ルビコンの決断（2010年） - 矢島鉄也 役
- 孤独のグルメ Season3 第12話（2013年9月25日） - 猫カフェオーナー田中 役
- 玉川区役所 OF THE DEAD（2014年） - 赤羽晋市 役
- 昼のセント酒 第6話（2016年） - 呉服店店主 役
- 巨悪は眠らせない 特捜検事の逆襲（2016年） - 天野義弘 役
- 三島由紀夫 命売ります 第4話「平成の毒婦」（2018年2月3日） - 山路光輝 役
- W県警の悲劇（2019年7月27日 - 9月21日） - 深井警視正 役
- ハル〜総合商社の女〜 第3話「絶対に渡さない…! 悪質買収VS子供たちの"夢の消しゴム作戦" 10年ぶりの父子再会」（2019年11月4日） - 西本順造 役
- 嫌われ監察官 音無一六 - 坪浦史郎 役
  - 第6話「汚職警察官の自殺に黒幕!? 消えた1000万円と闇診療所のナゾ!?」（2022年6月10日）
  - 最終話「一六逮捕される!? 1200万札束に隠された警察腐敗の涙の真実」（2022年6月17日）
- 女と愛とミステリー
  - 骨壺を抱く二人の女（2001年10月31日） - 岩佐透 役
  - 京女刑事・真行寺メイ（2003 - 2005年） - 棚倉慎吾 役
- 水曜ミステリー9
  - 信濃のコロンボ事件ファイル8「アリスの騎士」（2005年5月18日） - 中原刑事課長 役
  - 警視庁黒豆コンビ1「二度のお別れ〜夫の命は一億円〜」（2005年7月13日） - 垣沼一郎 役
  - 湯けむりドクター華岡万里子の温泉事件簿1「死体は語る」（2005年12月28日） - 大沢哲也 役
  - 捜査検事・近松茂道6「拳銃魔」（2006年3月5日） - 石野鑑識技官 役
  - 銀座高級クラブママ青山みゆき1「女帝バトル殺人帳簿」（2006年9月13日） - 山崎仙一 役
  - 港町人情ナース2「伊豆温泉リゾート殺人事件」（2007年8月8日） - 橋詰幸信 役
  - 去りゆく日に（2009年2月25日） - 朝倉一郎 役
  - 刑事吉永誠一 涙の事件簿8「虹が消えた交差点」（2011年10月12日） - 六条利之 役
  - 鑑識特捜班・九条礼子〜骨を知る女〜 - 溝口次郎 役
    - 鑑識特捜班・九条礼子1〜骨を知る女〜（2012年2月22日）
    - 鑑識特捜班・九条礼子2〜骨を知る女〜（2012年10月3日）
    - 鑑識特捜班・九条礼子3〜骨を知る女〜（2014年4月16日）

  - 松本清張没後20年特別企画 事故〜黒い画集〜（2012年12月12日） - 中瀬政信 役
  - 介護ヘルパー紫雨子の事件簿2「過去を捨てた男」（2013年9月4日） - 須山伸吾 役
  - 落としの鬼 刑事 澤千夏2「黄金レシピの女」（2013年12月11日） - 中山隆三 役
  - 森村誠一サスペンス 刑事の証明9（2015年7月8日） - 藤浪修 役
  - 軽井沢駐在犬日誌（2015年11月4日） - 時田洋介 役

#### WOWOW
- 恋愛小説（2004年） - 酒井学 役
- 神様からひと言（2006年）
- 戦力外通告（2009年） - 横手庄一 役

### ウェブドラマ
- SICK'S 厩乃抄 〜内閣情報調査室特務事項専従係事件簿〜 第拾四話・第拾伍話（2019年、Paravi） - 鹿浜歩 役
- 笑ゥせぇるすまん #1「たのもしい顔」（2025年7月18日、Amazon Prime Video）[6][7]

### 映画
- 塀の中のプレイ・ボール（1987年） - 竿師段平 役
- ふ・し・ぎ・なBABY（1988年） - 近松 役
- 大誘拐 RAINBOW KIDS（1991年） - 長沼チーフ・アナウンサー 役
- 遊びの時間は終らない（1991年） - 松木 役
- 極道の妻たち　赫い絆（1995年） - 南弘次 役
- パッチギ!（2004年） - 椿プロデューサー 役
- 不撓不屈（2006年） - 今西泉 役
- 手紙（2006年）
- 口裂け女（2007年） - 田村秀雄 役
- ゲゲゲの鬼太郎（2007年） - 田中正人 役
- 特命係長 只野仁 最後の劇場版（2008年） - 吉川 役
- 「8ミリメートル（全5話）」（2009年10月14日よりケータイ音楽ドラマDOR@MOにて毎週1話ずつ配信、
  - スキマスイッチ2009年11月4日発売アルバム「ナユタとフカシギ」初回盤特典映像として本編全5話を収録）
- 七つまでは神のうち（2011年8月20日公開、監督・脚本：三宅隆太、出演：日南響子、飛鳥凛、藤本七海、霧島れいか、ほか）
- 劇場版 SPECシリーズ - 鹿浜歩 役
  - 劇場版 SPEC〜天〜（2012年）
  - 劇場版 SPEC〜結〜 漸ノ篇 / 爻ノ篇（2013年11月連続公開）
- PIECE〜記憶の欠片〜（2012年9月1日、東映） - 狩屋青二 役
- 超高速!参勤交代 リターンズ（2016年9月10日、松竹）

### 舞台
- 一連の夢の遊眠社作品
- 洒落男たち〜モダンボーイズ〜（1994年）
- カゴツルベ（2009年） - 九重 役
- 美男ですね（2011年） - 安藤弘 役
- テキサス -TEXAS-（2012年）
- 吉本百年物語 焼け跡、青春手帖（2012年） - 長沖一 役
- 劇団TEAM-ODAC第14回本公演「ぶっ壊したい世界」（2014年）
- シス・カンパニー公演「ローゼンクランツとギルデンスターンは死んだ」（2017年） - ポローニアス役
- 雲のむこう、約束の場所（2018年） - 岡部智之 役
- 愛と青春キップ（2018年） - マネージャー 役
- 悪魔と天使（2019年） - 記者・渡辺 役
- ピカソとアインシュタイン（2019年） - バーの客ギャストン 役
- シス・カンパニー公演「日本文学シアターVol.6【坂口安吾】『風博士』」（2019年）[8]
- サンソン－ルイ16世の首を刎ねた男－（2021年） - ラリー=トランダル将軍 役[9]
- 僕はまだ死んでない（2022年）白井慎一郎 役[10]
- オリジナルミュージカル「りんご」（2022年） - 木村トクイチ 役[11]
- サンソン－ルイ16世の首を刎ねた男－（2023年） - ラリー=トランダル将軍 役[12]
- ロミオとジュリエット（2023年） - モンタギュー 役[13]
- セツアンの善人（英語版）（2024年）[14]
- シッダールタ（2025年 - 2026年〈予定〉）[15]

### バラエティ
- チャームミントタイム（テレビ朝日） ナンパーマン 役
- 紳助のとんでもいい夢（日本テレビ） 「さすらいのスカウトマン」コーナー担当
- 紳助の人間マンダラ（関西テレビ） 「モテナイくん」コーナー担当
- 熱血ハイテンション（関西テレビ）
- 青春!島田学校（TBS系）
- オールスター感謝祭（TBS） - 番宣でもないのに出演回数は多い。
- 行列のできる法律相談所（日本テレビ系）
- クイズ!ヘキサゴンII（フジテレビ）
- 笑っていいとも!（フジテレビ）1985年10月〜1986年12月まで水曜日に出演
- 土曜スペシャル（2008年4月、テレビ東京）
- 田舎に泊まろう!（2005年9月、2008年9月 テレビ東京）※2008年は福井県小浜市を訪ねたが、ロケの時期がお盆と重なったため、お泊り交渉が難航。番組史上最も遅い夜の23時過ぎまでかかった。
- AKB48 SHOW!（2015年7月18日、NHK-BSプレミアム） ※コント：ナニワ3姉妹

### CM
- ツクダオリジナル「クレイジーストリング」（1985年）

- ドミノ・ピザ（1995年）米の大物アーティストであるシンディ・ローパーと競演、「まいどドミノ!?」というテーマで、コミカルな掛け合いを披露して話題となる。